# Ragnar Lodbrok

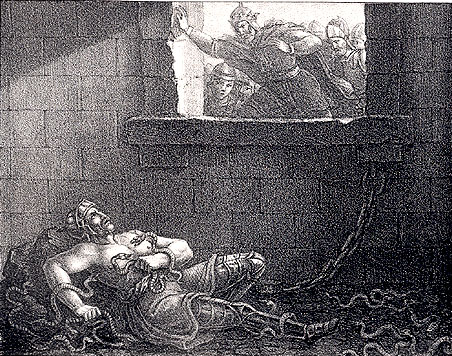
Ælle van Northumbria vermoordt Ragnar Lodbrok
(1830), Hugo Hamilton

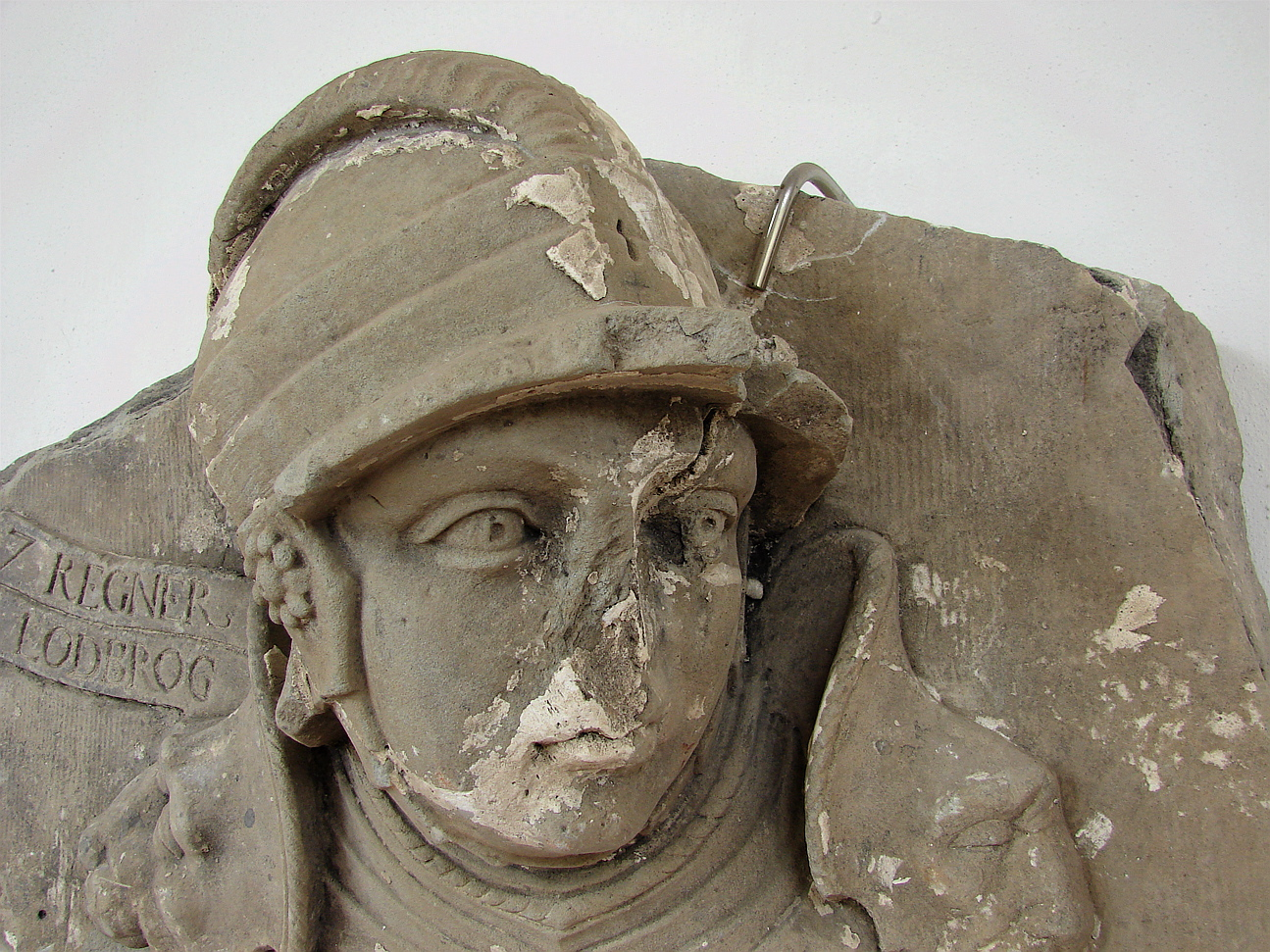
Relief van Regner Lodbrog
Frederiksborg

Ragnar Lodbrok (Oudnoors: Ragnarr Loðbrók, "Ragnar met de harige broek") is een Noordse legendarische held van de Vikingtijd, die veelvuldig voorkwam in Oudnoordse poëzie en legendarische saga's. Ragnar en zijn zoons worden beschreven als de plaag van Frankrijk en Engeland gedurende de 9e eeuw. Het leven van Ragnar wordt verteld in de Ragnar Lodbrok Saga, die in de 13e eeuw alom bekend was.
Volgens de traditionele legendes was Ragnar:
- een zoon van de Zweedse koning Sigurd Hring en een verwant van de Deense koning Gudfred.
- driemaal getrouwd en wel met de schildmaagd Lagertha, de edelvrouw Thora Borgarhjört en Aslaug (ook wel bekend als Kráka, Kraba en Randalin) een Noorse koningin.
- de vader van vele beroemde zonen, waaronder Ivar de Beenloze, Björn Järnsida, Halfdan Ragnarsson, Sigurd Slang-in-het-oog, en Ubbe Fresicus.
- Ragnar werd koning en onderscheidde zich door vele invallen en veroveringen, totdat hij uiteindelijk gevangen werd genomen door koning Ælle van Northumbria. Ragnar werd in een slangenkuil geworpen en stierf aan de vele slangenbeten. Voor hij stierf zong Ragnar een triomfantelijk doodslied over zijn vele veldslagen.[1]
- Volgens de legende luidden zijn laatste woorden als volgt: “Wacht maar hoe de welpen huilen zodra ze horen wat er met de wolf gebeurd is.”
- Zijn zonen namen inderdaad wraak door een invasie van Engeland met het Groot heidens leger en bezetten vervolgens Northumbria.[2][3]